# Подорожник степовий
Подорожник степовий (Plantago urvillei) — вид квіткових рослин родини подорожникових (Plantaginaceae).

## Біоморфологічна характеристика
Це багаторічна рослина. Рослина 20–70 см заввишки. Листки еліптичні, ланцетні чи вузько-ланцетні, в 2.5–5 разів довші за свою ширину. Суцвіття (4)6–12(20) см завдовжки.

## Поширення
Євразія від Португалії до північного Китаю.
В Україні вид росте на степах, остепнених луках, кам'янистих схилах — на Закарпатті, рідко; у південних районах Лісостепу; у Степу та Степовому Криму, часто.